# الأوغاد الفاسدون
الأوغاد الفاسدون (بالإنجليزية: Dirty Rotten Scoundrels)‏ هو فيلم كوميدي أمريكي من إخراج فرانك أوز وبطولة ستيف مارتن، مايكل كين وجلين هيدلي، صدر الفيلم في دور السينما في الولايات المتحدة في 14 ديسمبر 1988.

## روابط خارجية
الأوغاد الفاسدون على موقع IMDb (الإنجليزية)
- الأوغاد الفاسدون على موقع ميتاكريتيك (الإنجليزية)
- الأوغاد الفاسدون على موقع روتن توميتوز (الإنجليزية)
- الأوغاد الفاسدون على موقع نتفليكس (الإنجليزية)
- الأوغاد الفاسدون على موقع قاعدة بيانات الأفلام العربية
- الأوغاد الفاسدون على موقع ألو سيني (الفرنسية)
- الأوغاد الفاسدون على موقع Turner Classic Movies (الإنجليزية)
- الأوغاد الفاسدون على موقع أول موفي (الإنجليزية)
- الأوغاد الفاسدون على موقع بوكس أوفيس موجو (الإنجليزية)
- الأوغاد الفاسدون على موقع فيلمافينيتي (الإسبانية)